# Cabanelles
Cabanelles è un comune spagnolo di 225 abitanti situato nella comunità autonoma della Catalogna.